# Большой Атюс
Большой Атюс — река на севере Свердловской области России. Протекает по Североуральскому, Ивдельскому и Серовскому городским округам. Устье реки находится в 18 км по левому берегу реки Атюс. Длина Большого Атюса составляет 12 километров.
Система водного объекта: Атюс → Сосьва → Тавда → Тобол → Иртыш → Обь → Карское море.

## Данные водного реестра
По данным государственного водного реестра России, Большой Атюс относится к Иртышскому бассейновому округу, речному бассейну Иртыша, речнлму подбассейну Тобола. Водохозяйственный участок — Сосьва от истока до водомерного поста у деревни Морозково.
Код объекта в государственном водном реестре — 14010502412111200010097.